# Championnat du monde féminin de curling 1980
Navigation
Édition précédente Édition suivante
Le Championnat du monde féminin de curling 1980, deuxième édition des championnats du monde de curling, a eu lieu du 17 au 22 mars 1980 à Perth, au Royaume-Uni. Il a été remporté par le Canada.